# Saint-Méloir-des-Ondes

Saint-Méloir-des-Ondes este o comună în departamentul Ille-et-Vilaine, Franța. În 1 ianuarie 2022 avea o populație de 4.666 de locuitori.